# Ned McWherter

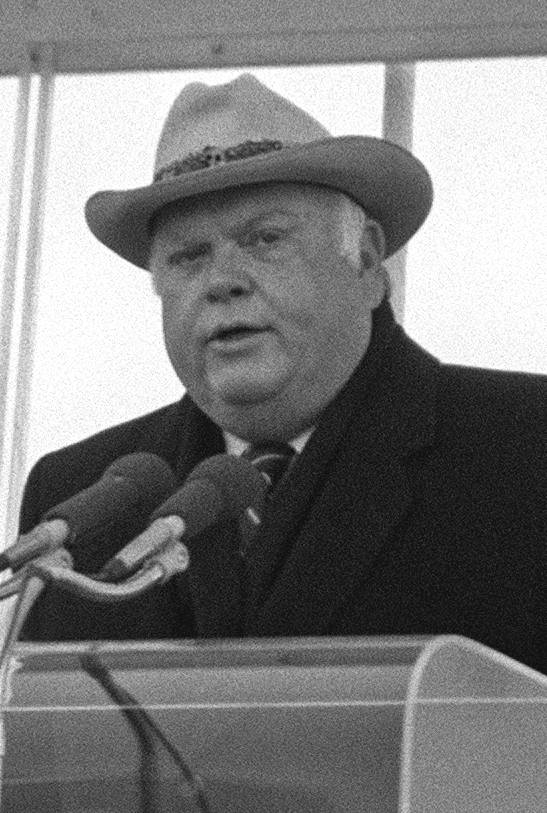

Ned Ray McWherter (15 de outubro de 1930 - 4 de abril de 2011) foi um político norte-americano do partido Democrata. Ele foi o 46º governador do Tennessee, no período de 1987 a 1995.